# ロスノフスキ家の娘
『ロスノフスキ家の娘』（ロスノフスキけのむすめ、The Prodigal Daughter）は、ジェフリー・アーチャーが1982年に発表した小説。2017年に改訂版が発行されている。アメリカでポーランド系移民2世として生まれたフロレンティナが、ビジネスで成功しつつ、史上初の女性アメリカ合衆国大統領となる過程を描く。同じ作者による『ケインとアベル』の続編である。原題 "The Prodigal Daughter" は、「ルカによる福音書」の「放蕩息子の帰還」（the return of the prodigal son）の説話に由来している。
2人の主人公の人生を交互に描いた『ケインとアベル』の続編であり、フロレンティナは両者を結び付ける重要人物として登場する。フロレンティナの幼少時代から描かれる前半部分（過去 1934年 - 1968年）は『ケインとアベル』後半部と重複する時期をなぞっており、新たにフロレンティナの家庭教師や親友を登場させたり新たなエピソードを加えることによって、前作の未読者でも物語を把握できるよう別の物語として浮き立たせ、既読者にとってはさらに重層的な物語を愉しめる構造になっている。
1983年に日本語版が発行された（当時アーチャーの小説作品を独占して刊行していた新潮文庫での発行）。新潮文庫版は絶版となって久しいが（2023年現在）、2023年、改訂版の日本語訳がハーパーBOOKSより発行され、ハーパーBOOKS版が唯一の現行版となった。

## 日本語訳
- 『ロスノフスキ家の娘』 永井淳訳、新潮文庫（上下）、1983年

- 『ロスノフスキ家の娘』 戸田裕之訳、ハーパーBOOKS（上下）、2023年（改訂版）

## あらすじ
祖国ポーランドを追われ、身一つで合衆国に辿りついたアベル・ロスノフスキは、一代でホテル・チェーンを築きあげた。一人娘のフロレンティナは、上流社会に入ろうとする彼の期待を担って成長した。理想的な家庭教師に恵まれて順調に父の後を継ぐものと思われた彼女は、宿敵ケイン家の息子と恋に落ちてしまう。父たちは激怒し、二人は約束された財産を捨てて駆落ちするが……。

## 登場人物
アベル・ロスノフスキ……………ポーランド移民出身のホテル王。
ザフィア・ロスノフスキ…………アベルの妻。
フロレンティナ・ロスノフスキ…アベルの一人娘。
リチャード・ケイン………………ボストンの名門の長男。
ケイト・ケイン……………………リチャードの母。
ミス・トレッドゴールド…………フロレンティナの家庭教師。イギリス人。
ジョージ・ノヴァク………………フロレンティナの名付親。アベルの片腕。
エドワード・ウィンチェスター…フロレンティナの幼ななじみ。
ベラ・ヘラマン……………………フロレンティナのルームメイト。
ヘンリー・オズボーン……………シカゴの下院議員。
ジェシー・コヴァッツ……………ニューヨーク・バロン・ホテルの従業員。